# وليام سانت جون فورمان
وليام سانت جون فورمان (بالإنجليزية: William St. John Forman)‏ (و. 1847 – 1908 م) هو سياسي، محام من الولايات المتحدة الأمريكية ولد في ناتشيز، مسيسيبي.